# Гульбахор
Гульбахор (узб. Gulbahor / Гулбаҳор) — городской посёлок, административный центр Янгиюльского района Ташкентской области Узбекистана.

## История
Статус посёлка городского типа — с 1943 года. До 1970-х годов носил название Кирда.

## География
Посёлок расположен в 6 км от железнодорожной станции Янгиюль (на линии Ташкент — Сырдарьинская).

## Промышленность
В советское время в Гульбахоре были созданы машиноиспытательная станция и Среднеазиатский НИИ механизации и электрификации сельского хозяйства.

## Население
| 1959 | 1970 | 1979 | 1989 | 2002   |
| ---- | ---- | ---- | ---- | ------ |
| 2637 | 3407 | 5237 | 9814 | 12 100 |